# Xavier Olivé i Millet
Xavier Olivé i Millet (Barcelona, 18 de juliol de 1921 - Llafranc, 31 de juliol de 1987) fou un futbolista català de la dècada de 1940.

## Trajectòria
Fou jugador del FC Barcelona Amateur entre 1938 i 1941, arribant a disputar un partit de lliga, en el qual marcà un gol, amb el primer equip la temporada 1939-40. Posteriorment destacà al Terrassa FC, on jugà durant set temporades entre 1941 i 1948.